# Gazerini
A Gazerini a lepkék (Lepidoptera) rendjébe, a valódi lepkék (Glossata) alrendjébe és a Castniidae családba tartozó Castniinae alcsalád egyik nemzetsége.

## Rendszerezés
A nemzetségek az alábbi nemek tartoznak:
- Castnius
- Ceretes
- Divana
- Duboisvalia
- Frostetola
- Gazera
- Mirocastnia
- Oiticicastnia
- Paysandisia
- Prometheus
- Riechia
- Tosxampila
- Zegara